# Nordsøfonden
Nordsøfonden är den danska statens bolag för utvinning av petroleum och fossilgas i Nordsjön samt även koldioxidlagring där. Det skapades 2005 och är sedan 9 juli 2012 en del av Dansk Undergrunds Consortium (DUC) tillsammans med Total Energies och BlueNord.